# Linhult (naturreservat)
Linhult är ett naturreservat i Gullspångs kommun i Västra Götalands län.
Området är naturskyddat sedan 2016 och är 14 hektar stort. Reservatet ligger väster om Skagern och byn Linhult.  Reservatet består av barrblandskog.